# سفيان بن الأبرد الكلبي
سفيان بن الأبرد الكلبي القضاعي، فارس من فرسان الدولة الأموية، كان قائدا عسكريا في جيش عبد الملك بن مروان، جعله الحجاج بن يوسف الثقفي على خيله في حربه على الخوارج.

## نسبه
سفيان بن الأبرد ابن أبي أمامة بن قابوس بن سفيان بن ثعلبة بن حارثة بن جناب الكلبي القضاعي من بني جبار من قبيلة بنو كلب الشهيرة. أبوه الأبرد بن أبي أمامة الكلبي وأخوه زهير بن الأبرد الكلبي. ولم يكن له عقب من أولاد فقد أصيب في القسطنطينية فصار عقيما حتى وفاته.

### نشأته
ولد سفيان بن الأبرد في بلاد الشام إما في دمشق أو في بادية الشام في مضارب قبيلة بني كلب القضاعية الذين منهم زيد بن الحارثة الصحابي الجليل الذي نزل اسمه في القرآن وأيضا ابنه أسامة بن زيد حب الرسول صلى الله عليه وسلم ومنهم أيضا القائد الفاتح عنبسة بن سحيم الكلبي فاتح فرنسا والقائد الشجاع حنظلة بن صفوان الكلبي ونشأ على التقوى فكان دينا تقيا صابرا محتسبا وعلى الكرم ومحاسن الاخلاق الإسلامية وعلى الفروسية والشجاعة.

### سفيان بن الأبرد الفارس المقدام
كان سفيان بن الأبرد الكلبي فارساً مقداماً من شجعان العرب وأبطالهم وكماتهم المعدودين فقد كان في ميدان المعركة في أول الخيل إن غارت وآخرها إن رجعت في ميدان المعركة سريع في طعن الرماح وضرب السيوف شديد في منازلة الفرسان لايعرف الهزيمة حتى وجلت الأبطال عن منازلته بعيد الغارة على صهوات الأجياد كأنه الليث الضاري فكم صرع من الأبطال الأشداء في جولات الخيل في ميدان المعركة كما حصل في وقعة الزاوية ووقعة دير الجماجم.[بحاجة لمصدر]

### سفيان بن الأبرد القائد العسكري المخطط المحنك
كان سفيان بن الأبرد على مافيه من قوة وشجاعة قائدا فذا ذكيا فطنا عارفا بتدابير الحروب ومكائدها فقد كان ذا تخطيط عسكريا بارع هادف فقد كان يعرف التعبئة وبدء الهجوم ومباغتة العدو وكيف ينهي المعركة في صالحه وقد عرف في معركة الزاوية كيف يبغت خصمه فانقض على الميمنة نقطة ضعف خصمه فحلت به الهزيمة وكذلك حينما دخل الكوفة فقد شد من عزيمة جيش الحجاج المهزوم وقد كان قائدا شجاعا ذكيا في معركة دير الجماجم فعرف كيف يقضي على أشد الخصوم شبيب الشيباني عند جسر دجيل وكيف حاصر عبيدة بن هلال في حصنه حصارا محكما انتصر فيه انتصارا بارعا فكان الفارس المقدام والقائد العسكري المخطط الداهية في الحروب.[بحاجة لمصدر]

## مشاركته في محاولة فتح القسطنطينية
وذلك انه خرج في جيش يزيد بن معاوية بن ابي سفيان في عهد ابيه معاوية الذي اتجه لفتح القسطنطينية وكان أخوال يزيد قبيلة كلب فأمه ميسون منهم وأثناء الحصار شاهد سفيان بن الأبرد باب لا يغلق الروم فسئل عنه فقالوا ((إنما تركته الروم مفتوحا لعزهم في أنفسهم وأنهم لا يخافون أحدا يدخل عليهم منه)) فحاول سفيان بن الأبرد الدخول من خلاله إلا أن أحد بطارقة الروم طعن سفيان فحمل حميد الكلبي على البطريق فقتله وساعده يزيد بن معاوية وهو يقول خالي خالي فأنقذوا حياة سفيان ثم طلب يزيد الطبيب فخاط بشحم أثر الطعنة فبرأ سفيان بن الأبرد من الجرح ولكن صار عقيم لا ولد له من تلك الحادثة.

## مشاركته في معركة مرج رهط
معركة بين الضحاك بن قيس، زعيم القيسيين المناصر لابن الزبير، فقد ذهب إلى مرج راهط و انضم إليه النعمان بن بشير الأنصاري والي حمص وزفر بن الحارث الكلابي، أمير قنسرين، وبين الامويين بقيادة مروان بن الحكم والقبائل اليمنية في مقدمتها قبيلة كلب كاملة وكان من ضمن فرسانه سفيان بن الأبرد الكلبي وكان سفيان قد سجن بسبب مناصرته الأمويين فأخرجه قومه من السجن وكان شاب في مقتبل العمر فسار مع قبيلته لحرب الضحاك.[بحاجة لمصدر]
اتجه إلى مرج راهط، فدارت المعركة الشهيرة التي حسمت الموقف في الشام لبني أمية ومروان حيث هزم القيسيون، أنصار بن الزبير، وقتل الضحاك بن قيس، وعدد كبير من أشراف قيس في الشام، واستمرت المعركة حوالي عشرين يوماً، وكانت في نهاية سنة 64 هـ، وقيل في المحرم سنة 65 هـ 

## مشاركته في حرب زفر بن الحارث
كان سفيان بن الأبرد مع جيش عبد الملك حين سار إلى قتال زفر بن الحارث الكلابي إلى قرقيسيا بنفسه، وحاصر زفر فيها، ونصب عليها المنجنيق، وكانت قبائل القيسية في جيش عبد الملك يميلون إلى زفر لأنه قيسي مثلهم، فكان لزفر جولات مع جيش عبد الملك. ثم أمر عبد الملك أخاه محمد بن مروان أن يعرض على زفر وابنه الهذيل بن زفر الأمان ومن معهم وما يحبون، فأجاب الهذيل ابن زفر لذلك، وأخذ يقنع أباه، واستقر الصلح على أن يُعطى له الأمان فلا يبايع عبد الملك حتى وفاة عبد الله بن الزبير، ولا يعينه على قتاله، ونزل زفر إلى عبد الملك، بعد أن استوثق منه الأمان وأنه لن يغدر به، وكان زفر حينها في قلة ثم شارك بعده في الحال في قتال عمرو بن سعيد بعد رجوعهم من صلح زفر.[بحاجة لمصدر]

## سفيان وحصار عمرو بن سعيد الأشدق
وقد كان عبد الملك سار إلى قتال زَفَرَ بن الحارث الكلابي وهو بقرقيسياء وبلاد الرحبة وجعل عمرو بن سعيد والي بدمشق فبلغه أن عمراً قد غدر به و دعا الناس إلى بيعته بدمشق فرجع عبد الملك بن مروان إلى دمشق و حصل القتال بينهم بها وكان سفيان بن الأبرد الكلبي أحد أركان حربه وذلك أن تصدى لحميد بن حريث قائد خيل عمرو بن سعيد و أخيرا اصطلحا عبد الملك وعمرو بن سعيد ودخل عبد الملك بن مروان دمشق ثم بعد ذلك تخلص من عمرو بن سعيد وقتله جزاء غدره.

## مشاركته في القضاء على مصعب بن الزبير
علم عبد الملك بن مروان قدوم مصعب بن الزبير ليقاتله و يأخذ ولاية الشام فقام بتجهيز العتاد والجنود وكان سفيان بن الأبرد من ضمن هذا الجيش لكن مع الاسف أغفل المؤرخون دوره و انطلق لملاقاة مصعب بن الزبير. حيث التقى الطرفان في مكان يسمى دير الجثاليق، كان يقاتل مع مصعب بن الزبير أعوانه من أهل العراق وقاتل الطرفان قتالا عنيفا ولكن نتيجة لغدر أهل العراق عندما خانوا مصعب بن الزبير مما أدى لانتهاء المعركة بمقتل مصعب بن الزبير.[بحاجة لمصدر]

## القضاء على ثورة شبيب بن يزيد الشيباني

### معركة الكوفة
وكان من الثورات التي اشترك بها سفيان بن الأبرد ثورة شبيب بن يزيد الشيباني و امرأته غزالة وخرجوا من جهات الموصل ثم صاروا إلى الكوفة للقضاء على الحجاج فأرسل الحجاج عدة جيوش استطاع أن يقضي عليها شبيب منها جيش الحارث بن جعونة العامري الذي انهزم وقتل الحارث جيش عبد الرحمن بن الاشعث الذي هزمه ثم جيشا أخرى يقوده الحارث بن معاوية الثقفي انهزم وقتل معاوية وغيرهم من قادة الحجاج.

### جيش سفيان بن الأبرد الكلبي
بلغ عبد الملك بن مروان الهزائم التي لحقت بالحجاج من شبيب الخارجي فأرسل البطل سفيان بن الأبرد الكلبي في جيش من أهل الشام بلغ عدده 6000مقاتل فلما وصل جيش سفيان بن الأبرد الكوفة شد ذلك من معنوية وعزيمة الحجاج بن يوسف الثقفي واستغنى عن أهل الكوفة فصعد المنبر قال ساخرا منهم ((يا أهل الكوفة لا أعز الله من أراد بكم العز، ولا نصر من أراد بكم النصر، اخرجوا عنا فلا تشهدوا معنا قتال عدونا، انزلوا بالحيرة مع اليهود والنصارى ولا يقاتل معنا إلا من لم يشهد قتال عتاب... الخ))[بحاجة لمصدر]

### قيام المعركة وهزيمة شبيب
وخرج الحجاج بن يوسف لقتال شبيب يقود المعركة بنفسه كما أشار عليه القائد الشهير قتيبة بن مسلم الباهلي ومعه القائد المظفر سفيان بن الأبرد الكلبي وحبيب بن عبد الرحمن الحكمي ثم بدأت المعركة بين الجيشين في معركة شديدة انتصر في اليوم الأول شبيب ثم انتصر شبيب في اليوم الثاني على جيش الحجاج بن يوسف حتى كان اليوم الثالث نادى الحجاج جيش الشام بقيادة سفيان بن الأبرد في مقدمة جيشه واستطاعوا الثبات في المعركة حتى هزموا شبيب الخارجي ودخل الحجاج مسجد الكوفة ثم اقتتلوا من جديد انتهت المعركة بقتل مصاد أخي شبيب وزوجته غزالة وفرار شبيب إلى الانبار 

### معركة جسر دجيل
ثم بعد هزيمة شبيب الخارجي بالكوفة فر إلى الانبار فأرسل في طلبه الحجاج بن يوسف حبيب بن عبد الرحمن الحكمي بثلاثة آلاف من جند الشام فسار في طلب شبيب و التقوا في الأنبار فاستطاع شبيب هزيمة حبيب الحكمي وقتل مائة من أصحابه و عندما صار شبيب إلى بلاد فارس إلى كرمان اذ قرر الحجاج أن يرسل القائد الفذ القوي الشكيمة سفيان الأبرد الكلبي فصار بجيش من أهل الشام فالتقى به بجسر دجيل الأهواز صمد سفيان بجيشه صمودا عظيما فقد حمل شبيب ومن معه أكثر من ثلاثين مرة ولم يستطع أن يزيلهم عن مواقعهم ثم زحف إليهم سفيان بجيشه رجال حتى اضطروهم إلى الجسر ثم أمر الرماة فرموهم فحمل عليهم شبيب فقتل عدد منهم ثم حمل عليهم سفيان حملته الاخيرة حتى أزالهم عن مواقعهم حتى حجز الليل بينهم.

### مقتل شبيب
حاول شبيب بن يزيد الهرب اثناء الليل فأمر أصحابه فقال لهم ((اعبروا وإذا أصبحنا باكرناهم إن شاء الله)) فلما عبروا الجسر وتخلف هو في آخرهم فلما عبر وكانت فرسه أنثى فنزا فرس عليها وهو على الجسر فاضطربت الحجر تحته ونزل حافر فرس شبيب على حرف السفينة فسقط في الماء، فلما سقط قال: «((ذاك تقدير العزيز العليم))» ((الانعام)) فصاح صاحبها غرق امير المؤمنين فعرف سفيان أن شبيب قد غرق فكبر وكبر أهل الشام ثم استخرجوا جثة شبيب و دفنوه و أسدل الستار على ثورة شبيب بن يزيد الشيباني.

## القضاء على ثورة قطري بن فجاءة

### معركة طبرستان
وكان الأزارقة قد اختلفوا فيما بينهم ثم تفرقوا فصار قطري بن فجاءة التميمي إلى طبرستان فبلغ ذلك الحجاج بن يوسف وفي الحال جهز الحجاج جيشا كبيرا بقيادة البطل سفيان بن الأبرد الكلبي للقضاء على قطري بن فجاءة وقد دب الخلاف بينه وبين قادة الخوارج فصار سفيان في الحال فأدركه في شعب من شعاب طبرستان ولما علم الخوارج بقدوم سفيان بن الأبرد تفرقوا عنه الا قليل فالتقى به سفيان بن الأبرد في شعب من شعاب طبرستان انتهت المعركة بانتصار سفيان وهزيمة قطري ومن معه من الخوارج هزيمة نكراء.[بحاجة لمصدر]

### مقتل قطري بن فجاءة
وبعد هزيمة قطري أراد الانهزام فوقع عن دابته فتهدى إلى أسفل الشعب فأتاه رجل فطلب منه قطري ماء قطري: اسقني الماء.
فقال العلج: اعطني شيئًا فقال: ما معي إلا سلاحي وأنا أعطيكه إذا أتيتني بالماء،فانطلق العلج حتى أشرف على قطري ثم حدر عليه حجرًا من فوقه فأصاب وركه فأوهنه فصاح بالناس فأقبلوا نحوه نفر من الكوفة فقتلوه والذي تولى قتله هو سورة بن الحر التميمي ثم أرسل رأسه سفيان إلى الحجاج و الحجاج أرسله  لعبد الملك بن مروان.

## القضاء على عبيدة بن هلال اليشكري

### معركة قصر بقومس
ثم إن سفيان بن الأبرد صار في طلب عبيدة بن هلال اليشكري الذ تحصن في قصر قومس فحاربهم به سفيان أياما و قاتلهم و حاصرهم حصار شديدا حتى أكلوا دوابهم ثم إن سفيان بن الأبرد أمر مناديا ان ينادي ((أيما رجل قتل صاحبه ثم خرج إلينا فهو آمن)) ثم اشتد الحصار عليهم فقال عبيدة لأصحابه ماذا تنتظرون أ نبقى حتى نموت جوعا في الحصار؟ فقال له اصحابه ماذا ترى؟ فقال نأكل خيولنا ونخرج لهؤلاء البغاة ونجالهم بسيفونا فنموت كراما فتهيئوا لذلك وخرجوا يقاتلون جيش سفيان بن الأبرد حتى هزموا وقتلوا عن اخرهم فلما دخل سفيان بن الأبرد وجد داخل الحصن صحيفة قد كتبها عبيدة بن هلال اليشكري بها هذه الابيات:[بحاجة لمصدر]
ثم بعث سفيان بن الأبرد الكلبي برأس قطري بن فجاءة و رءوس أصحابه إلى الحجاج بن يوسف.[بحاجة لمصدر]

## القضاء على ثورة عبد الرحمن بن الاشعث الكندي

### معركة الزاوية
موقع الزاوية:
قال ابن ياقوت ((الزاوية موضع قرب البصرة كانت به الوقعة المشهورة بين الحجاج وعبد الرحمن بن محمد بن الأشعث قتل فيها خلق كثير من الفريقين... الخ))
ثم إن الحجاج انهزمت جيوشه في معركة دجيل أمام خصمه عبد الرحمن بن الاشعث الكندي وقتل من جيشه 300 مقاتل عند اذ اضطر إلى الخروج من البصرة ودخل عبد الرحمن بن الاشعث البصرة.[بحاجة لمصدر]

### سفيان يقطع طريق العبور على بن الأشعث
كان الحجاج بن يوسف رجلا ذكيا فعرف انه لابد أن يعيق تقدم جيش عدوه عبد الرحمن بن الأشعث فأمر قائده المحنك سفيان بن الأبرد الكلبي أن يكون في أخريات الجيش وضم إليه كثير من أهل الفعلة لهدم القناطر والجسور ففعل سفيان ذلك بكل إتقان على وجه السرعة فأعاق تقدم جيش عبد الرحمن بن الأشعث.

### سفيان بن الأبرد قائد الميمنة
ثم إن الحجاج بن يوسف نزل الزاوية قريبا من البصرة لملاقاة عدوه عبد الرحمن بن الأشعث الكندي فجعل الحجاج === اركان ركابه في ميدان المعركة:===
سفيان بن الأبرد الكلبي قائد الميمنة،أيوب بن الحكم الثقفي قائد الميسرة،وسورة بن ابحر،وعبد الله بن عامر بن مسمع وغيرهم.[بحاجة لمصدر]

### سفيان يهزم ميمنة ابن الأشعث
ثم التقى الحجاج بجيش ابن الأشعث في معركة حامية الوطيس استبسل فيه ابن الأشعث بجيشه القوي حتى انهزم الحجاج بن يوسف وجيشه واخترق جيش بن الأشعث معسكر الحجاج حتى وصلوا إلى سجن وبيت مال الحجاج وفي هذه اللحظة حمل سفيان الأبرد بكل شجاعة ومن معه من الفرسان الأشداء على ميمنة ابن الاشعث فهزمه هزيمة ساحقة وقتل منهم خلق كثير منهم عقبة بن عبد الغافر الأزدي وجماعة من القراء قتلوا ربضة واحدة معه ثم انهزم بقية جيش بن الاشعث هزيمة مدوية وانهزم أيضا معهم ابن الاشعث وهرب من نجا من معه من جيشه إلى الكوفة.[بحاجة لمصدر]

## معركة دير الجماجم

### المعركة
ثم اقبل الحجاج وراء عبد الرحمن بن الاشهث بعد معركة الزاوية ووجده قد عسكر في دير الجماجم فلم يسنطع الوصول اليه لكثرة جند فعسكر في ديرقوة ثن ان عبد الملك بن مروان عرض على أهل العراق عزل الحجاج والعفو عنهم إذا رجعوا عن الحرب فرفضوا العرض فستعد الحجاج لحربهم وجعل اركان حرب في ميدان المعركة كالتالي:[بحاجة لمصدر]
سفيان بن الابرد الكلبي قائد الخيل
ميمنته عبد الرحمن بن سليم الكلبي
وعلى ميسرته عمارة بن تميم اللخمي
رجاله عبد الله بن خبيب الحكمي
فكانت بداية المعركة بين الفريقين المتحاربين كل يوم يخرجون للقتال ثم يعودون وكان الحجاج الشغال ان يهزم كتيبة القراء واستمر القتال إلى مدة سنة حتى حمل جيش الحجاج مرة فقتل جبلة بن زحر بن قيس فتزعز معنويات كتيبة القراء
```
فحمل عليهم الحجاج ومعه سفيان بن الابرد وبقية اركان حربه عدة مرات على جيش بن الاشعث الا انهم صامدون في الحرب بقوة وارسل الحجاج حبيب بن عبد الرحمن الحكمي فحمل على كتيبة القراء الاانهم صمدوا عله صمدو قوي بل هزموها هزيمة كبيرة
```

### سفيان بن الابرد يهزم بن الاشعث
لاحظ القائد المظفر سفيان بن الابرد نقطة الضعف في جيش عبد الرحمن بن الاشعث وهو ميسرة جنده والذي يقوده الإبرة بن قرة التميمي فحمل عليه حملة قوية خاطفة استطاع ان يهزمه هزيمة ساحقة كبيرة وجندل الكثير من فرسانه وان يفرق جنده وفي الحال ارتبكت جميع صفوف جيش عبد الرحمن بن الاشعث وصار القتل فيهم من كل ناحية والفرار من جميع اماكن المعرك فحلت بهم هزيمة منكرة كبيرة فنسحب بن الاشعث مهزومنا مدحورا إلى بمسكن.[بحاجة لمصدر]

## معركة بمسكن
بعد ان نهزم بن الاشعث في معركة دير الجماجم انهزم ومعه فل جيشه إلى بمسكن وهناك انظم اليه من المهزمين بسطام بن مصقلة الشيباني عبيد الله بن عبد الرحمن بن سمرة بن حبيب بن عبد شمس القرشي وكان بالمدائن محمد بن سعد بن أبي وقاص فسار إليه الحجاج اليهم ومعه سفيان بن الابرد فبتدى القتال بين الطرفين فنكشفت كتيبة بن الابرد ان عبد الملك بن المهلب حمل معه سفيان واستطاع سفيان عند اذ ان يهزم عبد الرحمن بن الاشعث هزيمة نكارا فر على اثرها وقتل من قادته وقتل عبد الرحمن بن أبي ليلى الفقيه وأبو البختري الطائي.

### معركة بسطام ومقتله
اما بسطام بن مصقلة الشيباني فقد كان من شجعان بني شيبان بن بكر وائل ومن كبار قادة جيش بن الاشعث فقد تقدم بربعة الاف جندي من شجعان جيش بن الاشعث من أهل الكوفة والبصرة وكسروا جفون سيوفهم فستبسل بسطام بن مصقلة في القتال الحجاج بن يوسف ومعه سفيان بن الابرد وثار غبار الخيل من جديد وعلت صيحت الفرسان وصار الضرب بالسيوف والطعن بالرماح اشد من معركة دير الجماجم واخير انتصر الحجاج وسفيان بن الابرد وقتل بسطام بن مصقلة في شجاعة فائقة وقتل معظم فرسانه.[بحاجة لمصدر]

## العودة إلى دمشق
وبعد ان قضى سفيان بن الأبرد الكلبي مع الحجاج بن يوسف الثقفي على اخطر ثورة وهي ثورة عبد الرحمن بن الأشعث الكندي التي كأدت ان تعصف بالدولة الأموية وبذلك انتهت مهمته ويبدو انه في الحال رجع إلى دمشق على وجه السرعة وهناك قضى بقية حياته وكان سفيان بن الأبرد الكلبي مقربا جدا من عبد الملك بن مروان كان ذا قدرا ومنزلة عالية ومن زعماء وسادات أهل الشام نظرا لقيادته النجاحة.

## وفاة سفيان بن الأبرد الكلبي
اما وفاة سفيان بن الابرد فقد كانت في دمشق في عهد عبد الملك بن مروان وجاء في تاريخ دمشق لابن عساكر ((مات في أيام عبد الملك بن مروان سنة أربع وثمانين أو سنة خمس وثمانين )) وبذلك اقفل الستار عل حياة قائد عربي من كبار قادة الإسلام وسيف من سيوف العرب الخالدة التي رسخت اركان الدولة الاموية من وسط الصين إلى قلب فرنسا فسطرت ذلك كتب التاريخ باسطر من ذهب ولولوء من جواهر لذلك القائد الشهير المظفر الشجاع.[بحاجة لمصدر]